# Canhotinho
Canhotinho es un municipio brasileño del estado de Pernambuco. Tiene una población estimada al 2020 de 24.773 habitantes.

## Historia
El municipio se instaló en tierras pertenecientes al sr. Antônio Vieira de Melo, heredero de sesmaria donada a su padre que intentó explorarla desde 1690. Sin embargo, los combates al Quilombo de los Palmares retardaron el poblamiento del lugar. Solamente a finales del siglo XVIII e inicios del siglo XIX se comenzó la colonización. Una capilla a San Sebastián fue construida en el lugar por el campesino José das Neves Camelo a fines del siglo XVIII. En 1850 se inició la feria en la región. En 1885 fue inaugurada la carretera de Ferro do São Francisco, aumentando la población del lugar.
Según la tradición, el nombre de la ciudad proviene de la existencia de dos hermanos. Para diferenciarlos,  el más bajo era apodado Canhotinho y el otro, Canhoto. Para homenajear a sus primeros habitantes, el poblado quedó conocido como Canhotinho y el río que corta la ciudad recibió el nombre de Canhoto.
Sin embargo, el historiador Costa Porto descubrió una referencia al río Canhoto de 1791, por eso el primero poblado fue denominado Povoação da Volta (poblado de la vuelta del río), luego llamado Volta do Canhoto, y a finales del siglo XIX, Canhotinho.
La freguesia de Canhotinho fue creada por la Ley Provincial de nº 1.706, datada del 1 de julio de 1882. Pocos años después su sede fue elevada a la categoría de comarca por Decreto Provincial nº21, de 2 de octubre de 1890 cuando fue desglosado del municipio de São Bento do Una.
Su categoría de ciudad fue otorgada por la Ley Provincial de nº607, del 14 de mayo de 1903. Se constituyó como municipio autónomo el 23 de enero de 1893.